# Felipe Sánchez (baloncestista)
Felipe Sánchez (San Pedro, Provincia de Buenos Aires, Argentina, 20 de septiembre de 1996) es un baloncestista argentino que se desempeña como base en el Atlético Pilar del Torneo Federal de Básquetbol de la Argentina.

## Carrera profesional

### River Plate
Se confirma su continuidad como ficha U23 para disputar el Torneo Federal de Básquetbol 2016-17 con River Plate. Al finalizar la temporada regular el River Plate|Millonario consigue su mejor clasificación histórica hasta el momento al quedar en la tercera posición de la División Metropolitana. Disputa los Octavos de Final de la Conferencia Sur contra Estudiantes de La Plata a quien barre 3 - 0 al vencer 92-72, 95-88 y 76-89. En los Cuartos de Final de la Conferencia Sur se enfrenta a Pedro Echagüe el primer partido lo gana River 92 - 72, en los siguientes tres partidos cae derrotado 77-82 de local y 80 - 78 y 87 - 83 de visitante quedando eliminado.

### Atlético Pilar
Atlético Pilar cerró su plantel para encarar su tercera temporada consecutiva en el Torneo Federal de Básquetbol con Felipe Sánchez, será el encargado de distribuir la base junto a Facundo Romani en el diseño del Rancho versión 2017-18 de Juan Manuel Nardini.

### Clubes
- Actualizado hasta el 13 de mayo de 2018.

| Club           | País      | Año             |
| -------------- | --------- | --------------- |
| River Plate    | Argentina | 2015 - 2017     |
| Atlético Pilar | Argentina | 2017 - Presente |